# 健身拳击
《健身拳击》是一款由Imagineer开发，并由Imagineer（日本）和任天堂（全球）发行在任天堂Switch平台上的体育游戏，于2018年12月20日起于全球发售。在本作中，玩家在游戏中手握Joy-Con控制器，跟随屏幕指示模拟拳击实现体能训练。
截至2020年9月，游戏全球销量超过100万套。
續作《健身拳擊2：節奏運動》於2020年12月發行。
2021年8月26日宣布改編為電視動畫，並於2021年10月1日於TOKYO MX首播。

## 教練角色
琳（聲：早見沙織）
艾文（聲：中村悠一）
馬露蒂娜（聲：上坂堇）
蘇菲（聲：小清水亞美）
勞拉（聲：田中敦子）
貝爾納多（聲：大塚明夫）
在續作《健身拳擊2：節奏運動》新加入的教練有：
卡蓮（聲：鬼頭明里）
廣（聲：石田彰）
潔妮絲（聲：釘宮理恵）
蓋伊（聲：綠川光）
雷歐（聲：森川智之）

## 外部連結
- 官方网站（日語）